# Vabre-Tizac
Vabre-Tizac är en kommun i departementet Aveyron i regionen Occitanien i södra Frankrike. Kommunen ligger  i kantonen Rieupeyroux som ligger i arrondissementet Villefranche-de-Rouergue. År 2018 hade Vabre-Tizac 393 invånare.

## Befolkningsutveckling
Antalet invånare i kommunen Vabre-Tizac
Referens: INSEE